# 維德利斯巴赫
維德利斯巴赫是瑞士的城鎮，位於該國中西部，由伯恩州負責管轄，面積7.5平方公里，一半土地是農業用地，海拔高度465米，2011年人口2,179，人口密度每平方公里291人。